# Lucihormetica subcincta
Lucihormetica subcincta är en kackerlacksart som först beskrevs av Walker, F. 1868.  Lucihormetica subcincta ingår i släktet Lucihormetica och familjen jättekackerlackor.
Artens utbredningsområde är Colombia. Inga underarter finns listade i Catalogue of Life.